# 27764 von Flüe
27764 von Flüe là một tiểu hành tinh vành đai chính với chu kỳ quỹ đạo là 1816.9666529 ngày (4.97 năm).
Nó được phát hiện ngày 10 tháng 9 năm 1991.